# Sterling Airways
Sterling Airways var ett danskt charterbolag, bildat 1962 av Tjäreborgs grundare Eilif Krogager. Sterling började med två DC-6 som köptes begagnade från Swissair.  1965 fick man sina första jet Sud Aviation Caravelle. Under 70-talet utökades flottan med de tremotoriga Boeing 727-200. Under kortare perioder flög man även Boeing 757-200 och DC8-63 som köptes av SAS. På grund av dålig ekonomi upphörde bolaget 1993. Ur resterna bildades företaget Sterling European Airlines. Sterling European Airlines ombildades senare till Sterling Airlines och slogs så småningom samman med den tidigare konkurrenten Maersk Air. 
Sterling Airways var länge Nordens ledande charterbolag och under sina glansdagar Europas största charterbolag.
Sterling Airlines begärde sig själva efter veckor av spekulationer inom resebranschen i konkurs den 29 oktober 2008.

## Flotta
- Boeing 727-200
- Boeing 757-200
- Douglas DC-6b
- McDonald Douglas DC-8-63
- Fokker F-27
- Lockheed L-188 Electra
- Sud Aviation Caravelle
- Sud Aviation Corvette